# Anaphes luna
Anaphes luna är en stekelart som först beskrevs av Girault 1914.  Anaphes luna ingår i släktet Anaphes och familjen dvärgsteklar. Inga underarter finns listade i Catalogue of Life.